# Philippe Duclos
Pour les articles homonymes, voir Philippe Duclos (SOE) et Duclos.
Philippe Duclos est un acteur français, né le 8 décembre 1946 à Paris,.

## Biographie
Né d'un père artiste de music-hall et d'une mère coiffeuse, Philippe Duclos est fils unique.
Il entre au Cours Florent en 1967. Après avoir échoué au concours du Conservatoire, il joue au théâtre le rôle de Jacques le fataliste, dans l'adaptation de Francis Huster. En 1974 commence une longue collaboration avec Daniel Mesguichqui lui permet d'interpréter de grands rôles classiques dans Le Prince travesti de Marivaux, Andromaque de Racine ou Tête d'or de Paul Claudel. Dans les années 1990, il commence une carrière au cinéma, avec La Sentinelle d'Arnaud Desplechin. Suivent de nombreux rôles avec Nicole Garcia, Bertrand Tavernier, Bruno Podalydès, Christophe Honoré, Claude Chabrol dans lesquels il interprète des personnages autoritaires, parfois inquiétants. En 1998, il joue dans le téléfilm De gré ou de force le rôle d'un cadre spécialiste du dégraissage dans les entreprises qui harcèle ses subordonnés pour obtenir leur démission. À partir de 2005, il interprète le juge d'instruction François Roban. dans la série télévisée Engrenages,  Ce rôle récurrent lui permet de gagner en notoriété auprès du grand public.
Parallèlement, il enseigne l'art dramatique au lycée Lamartine de Paris, au théâtre Gérard-Philipe de Saint-Denis puis au Conservatoire national des arts et métiers.
Il a écrit un livre, Le Juge et son fantôme, publié aux éditions des Équateurs en 2021. Ce récit, tiré de sa longue interpretation du juge François Roban, mêle le journal fictif de son personnage et son carnet d'acteur.

### Vie privée
Marié à l'actrice Marie Matheron,  il est le père de la comédienne et metteuse en scène Julie Duclos, née de son union avec la metteuse en scène Geneviève Schwoebel.

## Filmographie sélective

### Cinéma
- 1991 : Tous les matins du monde d'Alain Corneau : Brunet
- 1992 : La Sentinelle d'Arnaud Desplechin : Macaigne
- 1993 : La Reine Margot de Patrice Chéreau : Telligny
- 1993 : Fanfan de Alexandre Jardin : Le loueur
- 1994 : Le Fils préféré de Nicole Garcia : Vogel
- 1994 : L'Irrésolu de Jean-Pierre Ronssin : Georges
- 1994 : Magic Hunter de Ildikó Enyedi : le moine
- 1995 : L'Appât de Bertrand Tavernier : Antoine l'avocat
- 1995 : N'oublie pas que tu vas mourir de Xavier Beauvois
- 1995 : Les Apprentis de Pierre Salvadori : le rédacteur en chef
- 1996 : Un héros très discret de Jacques Audiard : Caron
- 1996 : Comment je me suis disputé... (ma vie sexuelle) de Arnaud Desplechin : l'accompagnant spirituel
- 1997 : Dieu seul me voit de Bruno Podalydès : le père de Sophie
- 1998 : Haut les cœurs ! de Sólveig Anspach : le docteur Morin
- 2000 : Lise et André de Denis Dercourt : le frère de Lise
- 2001 : Vivre me tue de Jean-Pierre Sinapi
- 2001 : Thelma de Pierre-Alain Meier : le réceptionniste
- 2001 : Laissez-passer de Bertrand Tavernier : Marcel Bryau
- 2001 : Mon père de José Giovanni : le surveillant Cobra
- 2003 : La Demoiselle d'honneur de Claude Chabrol : le capitaine Dutreix
- 2003 : Tout le plaisir est pour moi de Isabelle Broué : le sexologue
- 2003 : Ma mère de Christophe Honoré : le père
- 2005 : L'Ivresse du pouvoir de Claude Chabrol : Holéo
- 2007 : L'Été indien d'Alain Raoust :
- 2008 : La Fille de Monaco de Anne Fontaine : inspecteur Taurand
- 2010 : Un poison violent de Katell Quillévéré : l'évêque
- 2012 : Cherchez Hortense de Pascal Bonitzer : Henri
- 2012 : Le Capital de Costa-Gavras : Jean Rameur
- 2013 : Les Profs de Pierre-François Martin-Laval : proviseur
- 2014 : Bird People de Pascale Ferran : père d'Audrey
- 2014 : Un illustre inconnu de Matthieu Delaporte : le prêtre
- 2015 : En attendant (court-métrage) de Julien Israel :
- 2015 : Les Anciens l'appelaient CHAOS (court-métrage) de Matthieu Moerlen :
- 2015 : En équilibre de Denis Dercourt : le patron société d'assurance
- 2015 : Floride de Philippe le Guay : Docteur Farkoa
- 2016 : Five de Igor Gotesman : le père de Samuel
- 2023 : La Grande Magie de Noémie Lvovsky : Robin

### Télévision
- 1978 : Médecins de nuit de Philippe Lefebvre, épisode Michel : Le chevelu en cellule
- 1978 : Les Cinq Dernières Minutes de Claude Loursais (Épisode "Techniques douces") : Paul
- 1981 : Les Enquêtes du commissaire Maigret d'Yves Allégret (série télévisée), épisode : Une confidence de Maigret : Gérard Max
- 1995 : Julie Lescaut, épisode Recours en grâce de Joyce Bunuel : Dr Miller
- 1995 : Le nid tombé de l'oiseau d'Alain Schwarzstein : Denis Valberg
- 1996 : Cœur de cible de Laurent Heynemann : Guillaume Switch
- 1997 : Maigret et l'enfant de chœur de Pierre Granier-Deferre
- 1998 : De gré ou de force de Fabrice Cazeneuve : Jalabier
- 1998 : Nestor Burma, épisode Burma et la belle de Paris : Fournier
- 1998 : Intime conviction de John Lvoff : Thierry
- 2000 : Paris-Deauville d'Isabelle Broué : Pierre
- 2000 : Charmants voisins de Claudio Tonetti : Roger Visinand
- 2000 : Mary Lester, épisode La cité des dogues : Roch
- 2001 : Les Petites Mains de Lou Jeunet : Michel Vanek
- 2002 : Crimes en série, épisode La Pécheresse Koenig
- 2002 : Louis Page, épisode Prisonniers du silence : Le père Laurent
- 2002 : Sauveur Giordano, épisode Noces de papier : Fenucci
- 2002 : L'enfant éternel de Patrick Poubel : Marel
- 2005 : Diane, femme flic, épisode Jeune fille en crise : Docteur Maneval
- 2005 - 2019 : Engrenages d'Alexandra Clert et Guy-Patrick Sainderichin (74 épisodes) : François Roban, juge d'instruction
- 2006 : Djihad! de Félix Olivier : Xavier Pujol
- 2007 : Sauveur Giordano, épisode Aspirant officier : Morin, de l'IGS
- 2007 : L'Affaire Sacha Guitry de Fabrice Cazeneuve : Le juge Raoult
- 2007 : Autopsy de Jérôme Anger : Mangin
- 2007 : Une histoire à ma fille de Chantal Picault : Docteur Cohen
- 2007 : René Bousquet ou le Grand Arrangement de Laurent Heynemann : Jean Paul Martin
- 2009 : Hors du temps de Jean-Teddy Filippe : Franz Ostermeïer
- 2010 : 1788... et demi d'Olivier Guignard : Marquis Philippe de Bramances
- 2012 : Inquisitio de Nicolas Cuche : Grand Rabbin de Millaud
- 2012 : Clemenceau d'Olivier Guignard : Léon Blum
- 2014 : Mongeville, épisodes À l'heure de notre mort, Le dossier Phébus et Retour au palais  : Marc Vaudreuil
- 2016 : Cassandre, épisode Neiges éternelles : Bertrand Janin
- 2017 - en cours : L'Art du crime, série réalisée par Charlotte Brändström et Éric Woreth : Pierre Chassagne
- 2017 : Souviens-toi de Pierre Aknine : Capitaine Lacombe
- 2021 : Les Rivières pourpres, épisode Jugement dernier : Directeur Levrard
- 2024 : L'École des espions d'Elsa Bennett : Verdier

## Théâtre
- 1973 : Les Catcheuses de Jean-Bernard Moraly, mise en scène Daniel Mesguich, Théâtre des Amandiers, Théâtre Firmin Gémier Antony, Théâtre Daniel Sorano Vincennes
- 1974 : Candide de Voltaire, mise en scène Daniel Mesguich
- 1974 : Le Prince travesti de Marivaux, mise en scène Daniel Mesguich
- 1975 : Des épaules aux pieds de Paul Huet, mise en scène Daniel Mesguich, Théâtre Ouvert, Festival d’Avignon
- 1975 : A comme Andromaque, mise en scène Daniel Mesguich
- 1976 : Remembrances d'amour de Daniel Mesguich et Serge Valletti, mise en scène Daniel Mesguich et Gervais Robin, Théâtre Ouvert
- 1977 : Le Hamlet de Shakespeare d'après William Shakespeare, Archidame d’Hélène Cixous et Jean-Luc Godard, mise en scène Daniel Mesguich, Maison de la Culture Grenoble, Théâtre des Amandiers
- 1980 : Tête d'or de Paul Claudel, mise en scène Daniel Mesguich, Théâtre Gérard Philipe
- 1981 : L'Exception et la Règle de Bertolt Brecht, mise en scène Jean-Claude Fall, Théâtre de la Tempête
- 1982 : Platonov d’Anton Tchekhov, mise en scène Daniel Mesguich, Théâtre de l'Athénée-Louis-Jouvet
- 1983 : La Dévotion à la croix de Calderón, mise en scène Daniel Mesguich, Festival d'Avignon
- 1985 : Roméo et Juliette de William Shakespeare, mise en scène Daniel Mesguich, Théâtre de l'Athénée-Louis-Jouvet
- 1986 : Roméo et Juliette de William Shakespeare, mise en scène Daniel Mesguich, Théâtre Gérard Philipe
- 1989 : Karamazov de Fiodor Dostoïevski, mise en scène Anita Picchiarini, Théâtre national de Strasbourg
- 1996 : La Croix des oiseaux d’Hubert Colas, mise en scène de l'auteur, Chartreuse de Villeneuve-lès-Avignon
- 2001 : Le Diable et le Bon Dieu de Jean-Paul Sartre, mise en scène Daniel Mesguich, Théâtre de l'Athénée-Louis-Jouvet
- 2002 : Le Diable et le Bon Dieu de Jean-Paul Sartre, mise en scène Daniel Mesguich, Théâtre de l'Athénée-Louis-Jouvet
- 2003 : Sallinger de Bernard-Marie Koltès, mise en scène Élisabeth Chailloux, Théâtre des Quartiers d'Ivry
- 2004 : Pelléas et Mélisande de Maurice Maeterlinck, mise en scène Alain Ollivier, Théâtre Gérard Philipe
- 2004 : La Mère de Stanislaw Witkiewicz, mise en scène Marc Paquien, Théâtre Gérard Philipe
- 2004 : Calderón de Pier Paolo Pasolini, mise en scène Laurent Fréchuret, Théâtre de Sartrouville, Comédie de Saint-Étienne
- 2005 : Pelléas et Mélisande de Maurice Maeterlinck, mise en scène Alain Ollivier, Théâtre Gérard Philipe
- 2006 : Le Baladin du monde occidental de John Millington Synge, mise en scène Marc Paquien, Théâtre national de Chaillot, Théâtre Vidy-Lausanne, tournée
- 2007 : Le Roi Lear de William Shakespeare, mise en scène Laurent Fréchuret, Théâtre de Sartrouville, tournée
- 2008 : Le Roi Lear de William Shakespeare, mise en scène Laurent Fréchuret, tournée
- 2008 : S'agite et se pavane d'Ingmar Bergman, mise en scène Célie Pauthe, Nouveau Théâtre de Montreuil, Théâtre national de Strasbourg
- 2009 : S'agite et se pavane d'Ingmar Bergman, mise en scène Célie Pauthe, La Criée, tournée
- 2009 : Stuff Happens de David Hare, mise en scène Bruno Freyssinet et William Nadylam, Théâtre Nanterre-Amandiers
- 2010 : Stuff Happens de David Hare, mise en scène Bruno Freyssinet et William Nadylam, TNP Villeurbanne
- 2011 : Le Long Voyage vers la nuit d’Eugène O'Neill, mise en scène Célie Pauthe, Théâtre national de la Colline, Comédie de Reims, La Criée
- 2012 : La vie est un rêve de Pedro Calderon de la Barca, mise en scène Jacques Vincey, tournée
- 2013 : La vie est un rêve de Pedro Calderon de la Barca, mise en scène Jacques Vincey, Théâtre 71 Scène Nationale Malakoff
- 2014-2015 : La Pluie d'été de Marguerite Duras, mise en scène Sylvain Maurice, tournée
- 2018 : Le Triomphe de l'amour de Marivaux, mise en scène Denis Podalydès, théâtre des Bouffes du Nord
- 2019 : Le Cours classique d’Yves Ravey, mise en scène Sandrine Lanno, Besançon, théâtre du Rond-Point
- 2019-2020 : Pelléas et Mélisande de Maurice Maeterlinck, mise en scène Julie Duclos, Festival d'Avignon, Théâtre des Célestins, théâtre de l'Odéon Ateliers Berthier, tournée
- 2021 : Entre chien et loup de Lars Von Trier, mise en scène Christiane Jatahy, Festival d'Avignon, théâtre de l'Odéon Ateliers Berthier
- 2023 : L'Orage d'Alexandre Ostrovski, mise en scène Denis Podalydès, théâtre des Bouffes du Nord et tournée
- 2025 : Grand-peur et misère du IIIe Reich de Bertolt Brecht, mise en scène Julie Duclos, théâtre de l'Odéon

## Doublage
Film
- 2021 : Zack Snyder's Justice League : DeSaad (en) (Peter Guinness) (voix)

## Radio
- 2023 : Le procès de Patrick Henry, réalisé par Cédric Aussir, France Culture[6]

## Publication
- Philippe Duclos, Le Juge et son fantôme, Paris, Éditions des Équateurs, 2021, 208 p. (ISBN 9782849907177).